# Гиракодонтовые
Гиракодонтовые (лат. Hyracodontidae) — семейство вымерших древних непарнокопытных, родственное современным носорогам.

## Описание

### Внешний вид
У них было лёгкое телосложение и небольшие размеры. Рога у гиракодонтовых отсутствовали.

### Места и древность находок
Окаменелости гиракодонтовых найдены на территории Северной Америки, Европы и Азии. Время существования семейства: от эоцена до начала миоцена жизни (55,8—20 млн лет назад), в течение примерно 35,8 миллионов лет.
Ряд видов получил название по месту находок: Hyracodon nebraskensis — по штату Небраска; найденные в Казахстане, в осадочных отложениях морских бассейнов олигоценового периода тенизегиссодонт — по оз. Тениз, эггисодон тургайский — по области Тургай.

### Эволюция
Они произошли от мелких Rhinocerotoidea в позднем эоцене и раннем олигоцене. Гиракодонтовые были предками крупнейших из когда-либо существовавших наземных млекопитающих — индрикотериев.